# Tolleby tjärn
Tolleby tjärn är en sjö i Tjörns kommun i Bohuslän och ingår i Göta älv-Bäveåns kustområde. Sjön är 6 meter djup, har en yta på 0,0503 kvadratkilometer och befinner sig 27,6 meter över havet.

## Delavrinningsområde
Tolleby tjärn ingår i det delavrinningsområde (643562-125177) som SMHI kallar för Utloppet av Tolleby Tjärn. Medelhöjden är 39 meter över havet och ytan är 0,44 kvadratkilometer. Det finns inga avrinningsområden uppströms utan avrinningsområdet är högsta punkten. Vattendraget som avvattnar avrinningsområdet har biflödesordning 2, vilket innebär att vattnet flödar genom totalt 2 vattendrag innan det når havet efter 4,9 kilometer. Avrinningsområdet består mestadels av öppen mark (74 %) och jordbruk (14 %). Avrinningsområdet har 0,05 kvadratkilometer vattenytor vilket ger det en sjöprocent på 11 %.